# Distretto di Colcabamba (Huancavelica)
Il distretto di Colcabamba  è uno dei sedici distretti della provincia di Tayacaja, in Perù. Si trova nella regione di Huancavelica e si estende su una superficie di 90.96 chilometri quadrati.